# Ганга в индуизме
Га́нга (санскр. गंगा, хинди गंगा, IAST: Gaṅgā, тайск. คงคา) — индуистская богиня, воплощение священной реки Ганга (Ганг). Река и богиня играют заметную роль в религии и мифологии индуизма. Она одновременно является символом материнства (существует эпитет «Ганга-Ма» — «мать Ганга»), связью между мирами и средством для очищения. Индусы верят, что река может снимать грехи и помогает спасению. Часто это действие ассоциируется просто с купанием в реке в любое время, а также с погружением в её воды пепла умерших, для чего люди приезжают к реке даже из удалённых районов. На берегах реки находятся несколько священных для индусов мест, в частности города Харидвар, Аллахабад и Варанаси. Во время фестиваля Лой Кратхонг в Таиланде отпускаются лодки с зажжёнными свечами с упоминанием богини Ганги.
Река и богиня упоминаются в древнейших индийских литературных произведениях, в частности Ведах, Пуранах, Рамаяне и Махабхарате. С рекой связано множество легенд индуизма. Ганга, по разным версиям, была воплощением лодки Брахмы, его дочерью или дочерью Химавана, правителя гор. В начале времён Ганга была исключительно небесной рекой, недоступной на земле, но позже была спущена на Землю, протекая сейчас во всех мирах индуистской космографии.

## Рождение
В индуистской мифологии существует несколько вариантов рождения Ганги. Согласно одной из версий, священные воды из камандалу Брахмы были персонифицированы в образе этой богини.

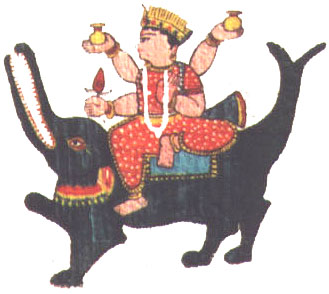
Ганга — богиня реки Ганг верхом на Макаре

Согласно другой (вайшнавской) легенде, Брахма уважительно вымыл ноги Вишну и собрал всю воду от мытья в своем священном камандалу, и эта вода позднее превратилась в богиню.
По третьему варианту, о котором рассказывает Рамаяна, Ганга была дочерью Химавана или Меру, обладателя (или даже воплощением) Гималаев, и его жены Мены, таким образом она приходится сестрой богини Парвати. Каждая из этих версий утверждает, что Ганга была поднята до Сварги (небес) на попечении Брахмы.
Согласно Вишну-пурана, Ганга вышла из большого пальца левой ноги Вишну. Дхрува, полярная звезда, приняла девочку и держала на голове, пока риши-Плеяды совершали омовение в её водах. После этого Ганга омыла месяц, придала ему блеска. И уже после этого она спустилась к Сварги на вершине горы Меру, и стекла четырьмя ручьями на Землю, их названия: Сита, Алакнанда, Чику и Бхадра. Южную, Алакнанду, Шива держал на своей голове сто небесных лет, после чего пропустил её через свои волосы. С того времени Шива часто изображается с полумесяцем над головой, из которого вытекает струя воды. Поэтому Ганга распадается на множество рукавов перед впадением в океан, а Алакнанда — самый святой его поток.

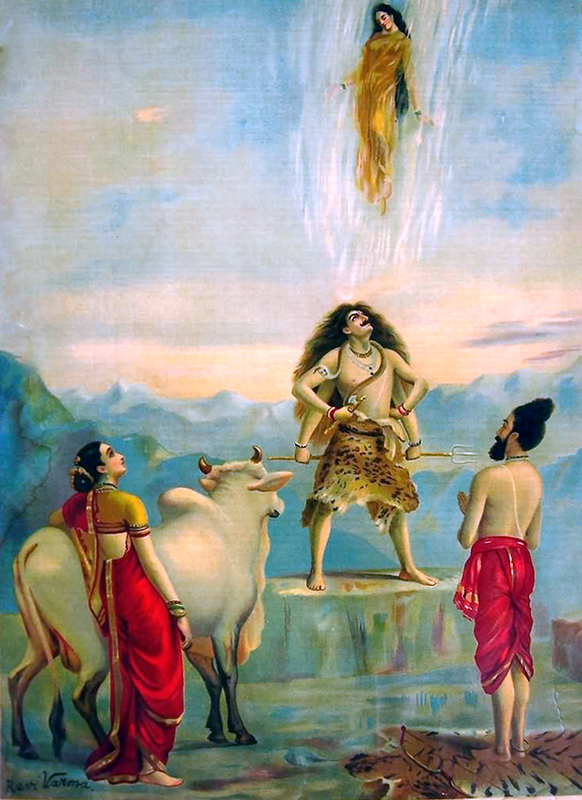
Спуск Ганги с неба, которую ожидают Шива, Бхагиратха, Парвати и бык Нанди.

## Спуск на Землю
Самая известная легенда, связанная с Гангой, это легенда о Бхагиратху (Бхагиратха), изложенная в Рамаяне и Бхагавата-пуране. Когда царь Сагара (Сагара), правитель одного из крупных индийских государств, совершил Ашвамедху, царский обряд жертвоприношения коня, конь исчез, возможно он был похищен Индрой, а сыновья царя обвинили в краже мудреца Капила. Капила, однако, уничтожил и проклял принцев, оставив единственным шансом на их спасение погружение их пепла в воды Ганги. За это дело взялся новый правитель государства, Бхагиратха. Он был вынужден много лет осуществлять тапас Брахме и Шиве, сначала для того, чтобы Брахма приказал Ганге спуститься, а потом, чтобы Шива укротил её буйный нрав. Таким образом Бхагиратхи удалось осуществить задачи, а верховья реки получили за его именем название Бхагиратхи.
Другая легенда рассказывает о том, что спустившись на Землю, бурная река уничтожила поля риши Джахну. Узнав об этом, он разозлился и выпил все воды Ганги. Боги были вынуждены просить Джахну, освободить её для осуществления своей миссии. Джахну освободил реку через свои уши, с того времени река имеет альтернативное название — Джахнави — «дочка Джахну».
Также часто считается, что река пересохнет в конце Кали-юги, современной эры.

## Другие легенды
Согласно Сканда-пурана, Ганга была кормилицей Муругана (Картикеи), сына Шивы и Парвати. Сканда-Пурана также рассказывает, что образ Ганеши Шива и Парвати создали из своих телесных примесей, но он был наделён жизнью после погружения именно в священные воды Ганги. Поэтому у Ганеши, как свидетельствуют древние рукописи, две матери — Парвати и Ганга, отчего его называют ещё и Дваматура (Dvaimātura) или Гангея (Gāngeya) — сын Ганги.
В древнеиндийском эпическом произведении Махабхарате рассказывается, что боги Васу, проклятые риши Васиштхой на смертную жизнь за попытку украсть священную корову, пригласили Гангу стать их матерью для возвращения на небо. Ганга согласилась, и была вынуждена стать для этого женой царя Шантану, правителя Хастинапура. Она превратилась в красивую женщину, которую Шантану увидел на берегах реки и пригласил выйти за него замуж. Она согласилась, но с одним условием: Шантану не будет задавать каких бы то ни было вопросов относительно её действий и поступков. Они поженились, и вскоре Ганга родила семерых (из восьми) Васу, которых она сразу же утопила, освободив от проклятия и предоставив возможность переродиться на небе. Шантану не решился спросить, почему так произошло, из-за своего обещания, но не удержался, когда Ганга собралась утопить восьмого ребёнка, Дьяуса. Ганга остановилась и оставила ребёнка живым, выполняя пророчество, что именно Дьяус должен понести наказание за всех Васу. Так мальчик, земное воплощение Дьяуса, остался в смертной форме и был прозван Бхишмой, став одним из главных персонажей Махабхараты.

## Иконография
По канонам индийского искусства, Ганга визуализируется как чувственная и красивая женщина, несущая переполненный жбан в руке. Этот жбан символизирует идею богатой жизни и плодородия, питания и поддержания вселенной.
Вторая отличительная черта иконографии Ганги, это её верховое животное, на котором она часто едет. Это Макара, гибридное существо с телом крокодила и хвостом рыбы. Макара в индуистской мифологии соответствует зодиакальному созвездию Козерога в западной астрологической интерпретации.
Макара также является верховным животным Варуны, ведийского бога вод, что указывает на ведийские корни Ганги.
Довольно часто Ганга изображается на входе в индуистских храмах. Такое расположение уходит корнями в её небесное происхождение и постоянное течение с небес на Землю, что делает её посредником между этими мирами. Таким образом и расположение на входе указывает на посредничество между миром богов и миром человека. Кроме того, значение имеет и способность Ганги к очищению, необходимого для общения смертных с богами. Часто вместе с Гангой на противоположной стороне дверного прохода изображается и Ямуна, богиня реки Ямуны, притока Ганга.